# Eugen Rieg
Eugen Rieg (* 23. Juni 1899 in Stühlingen; † 16. September 1948 in Heidelberg) war ein deutscher Politiker (NSDAP) und von 1933 bis 1945 von den Nationalsozialisten eingesetzter Bürgermeister in Sinsheim.

## Leben
Im Jahr 1918 ist die Verleihung der silbernen Verdienstmedaille am Bande der militärischen Karl-Friedrich-Verdienstmedaille an Musketier Eugen Rieg dokumentiert.
Von 1921 bis 1925 studierte er an der Technischen Hochschule in Karlsruhe, beendete das Studium jedoch vorzeitig wegen dem Tod seines Vaters. Zwischen 1926 und 1927 war er für sechs Monate beim Elektrizitätswerk Karlsruhe angestellt.
Rieg war ab 1930 als Stadtverordneter in Karlsruhe Mitglied technischer Kommissionen und Ausschussvorsitzender im Rechnungsprüfungsausschuss. Sein Amt als Stadtvertreter legte er nieder, als er in Sinsheim zum Bürgermeister berufen wurde.
Im April 1935 heiratete er die Tochter eines Forstrates und hatte später mit ihr drei Kinder.

### Politischer Werdegang
Rieg trat zum 1. Oktober 1929 der NSDAP bei (Mitgliedsnummer 191.936). Am 21. September 1933 wurde er – zunächst kommissarisch – in das Amt des Bürgermeisters eingeführt. Später wurde er mittels Erlass des Ministers des Innern mit Wirkung vom 15. Juli 1934 zum Bürgermeister der Stadtgemeinde Sinsheim ernannt. Diese Ernennung wurde kurz darauf formell vom Bezirksamt widerrufen und der Gemeinderat beauftragt „die Ernennung des Eugen Rieg zum Bürgermeister auszusprechen […]“. Am 3. September 1935 wurde Rieg auf Vorschlag des NSDAP-Kreisleiters und mit Zustimmung des Bezirksamts vom Gemeinderat der Stadt Sinsheim zum hauptamtlichen Bürgermeister ernannt.
Ab 1. April 1934 war er Ortsgruppenleiter der NSDAP in Sinsheim und später stellvertretender Kreisleiter.
Er wurde Bezirksvorsitzender des Deutschen Gemeindetages und Anfang 1940 zum Kreisrat ernannt. Im August 1942 wurde er im Zuge der Umbenennung des Sportbereich XIV (Baden) zum Sportgau Baden durch den Nationalsozialistischen Reichsbund für Leibesübungen zum sogenannten Sportkreisführer des Sportkreis Sinsheim.
Rieg wurde am 26. November 1943 in die Wehrmacht einberufen, womit sein Dienst als hauptamtlicher Bürgermeister ruhte.

### Politische Agenda
Zu seinen lokalen Zielen zählte die Schaffung von Arbeitsplätzen, um der hohen Arbeitslosigkeit in Folge der Weltwirtschaftskrise entgegenzuwirken. Hierzu beauftragte er die Erneuerung von Straßen und die Wiederinbetriebnahme des Emaillierwerks Sinsheim.
Am 30. August 1935 erließ Rieg eine Anordnung, die einen Zuzug von Juden nach Sinsheim untersagte und sie weitgehend gesellschaftlich ausgrenzte.
In seiner Laufbahn als Bürgermeister war er Beauftragter des Winterhilfswerks 1935/36 und rief regelmäßig zur Unterstützung durch Spenden auf.
Eine direkte Beteiligung Eugen Riegs an den Novemberpogrome 1938 ist nicht belegt. In einem Zeitzeugenbericht ist jedoch überliefert, dass Rieg nach der Zerstörung der Sinsheimer Synagoge an deren Stelle eine Milchsammelstelle bauen lassen wollte.
Als die Krankenmorde in der Zeit des Nationalsozialismus an Menschen aus der damaligen Kreispflegeanstalt Sinsheim bereits begonnen hatten, ist die Antwort auf den Brief eines besorgten Bruders einer in der Einrichtung untergebrachten Frau dokumentiert. In diesem Brief vom 25. Juli 1940 teilt Bürgermeister Rieg dem Bruder mit „[…] dass nach meinen Feststellungen eine Auflösung der Kreispflegeanstalt nicht in Frage kommt. […] Eine Entlassung aus der Anstalt kann nach Mitteilung des Anstaltsarztes nicht erfolgen.“ Wenige Monate später wurde sie im Rahmen der Aktion T4 getötet.

### Internierung und Spruchkammerverfahren
Beim Einmarsch der US-Armee in Sinsheim wurde Rieg amtsenthoben. Mit Wirkung zum 1. Mai 1945 wurde er aus dem Beamtenverhältnis entlassen. Er wurde in das Internierungslager Ludwigsburg gebracht und war dort ab 2. Oktober 1945 interniert. In einem Spruchkammerverfahren wurde Rieg 1947 in die zweite von fünf Gruppen als Belasteter eingereiht. Er wurde zu zweieinhalb Jahren Arbeitslager sowie zur Zahlung von 1.500 Reichsmark an einen Wiedergutmachungsfonds verurteilt und musste die Kosten des Verfahrens und seiner Internierung tragen. Am 3. April 1948 wurde er entlassen. Rieg starb einige Monate später; nach Aussage seiner Ehefrau war er bereits bei seiner Entlassung aus dem Lager schwer krank.